# Thụ phấn nhờ côn trùng

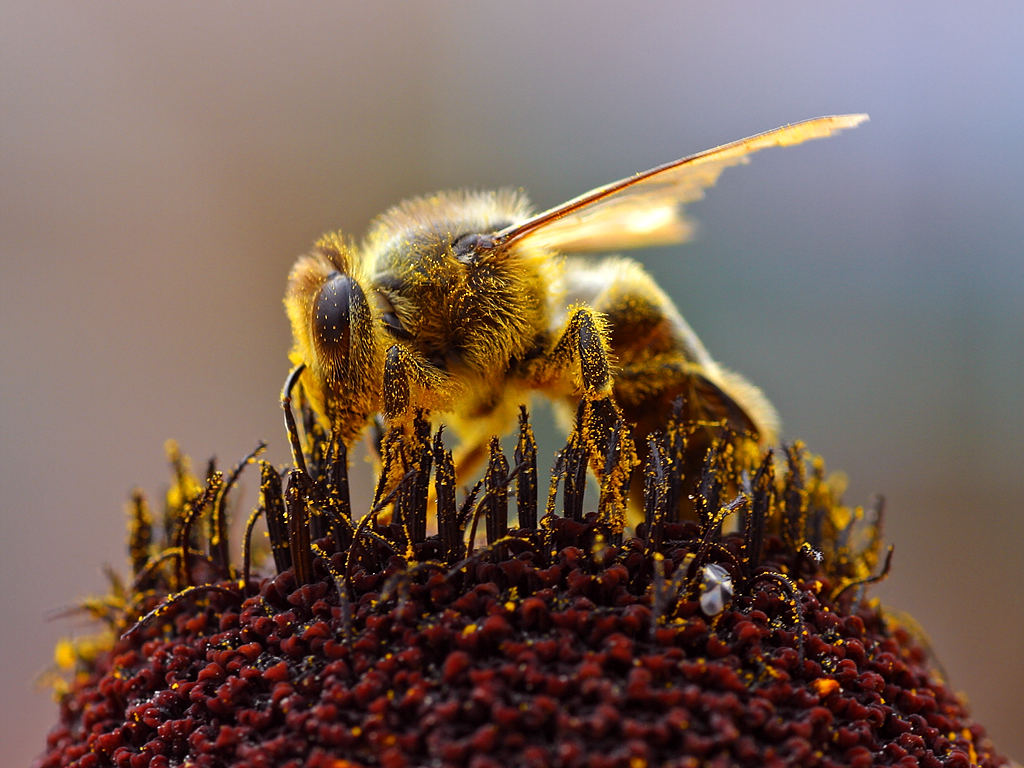
Hình chụp gần của một con ong đang thu lượm phấn hoa

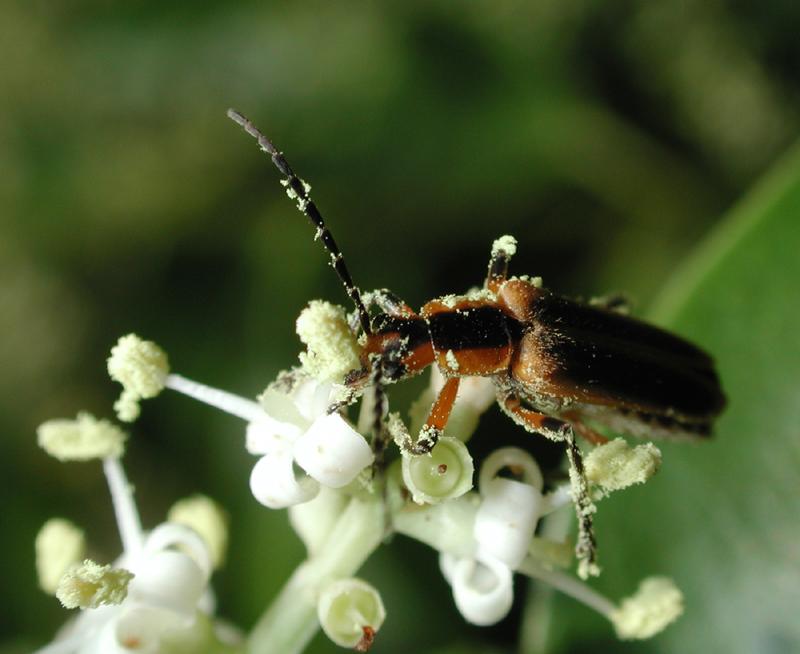
Một con bọ cánh da (họ Cantharidae) đang lấy phấn hoa

Thụ phấn nhờ côn trùng (entomophily) là một dạng thụ phấn của thực vật, trong đó các hạt phấn hoa được côn trùng phân phát, cụ thể là các loài ong, các côn trùng cánh vẩy (như các loài bướm ngày và bướm đêm), côn trùng hai cánh và bọ cánh cứng. Các loài thực vật có kiểu thụ phấn nhờ côn trùng thường tiến hóa để có các cơ chế và đặc điểm làm cho chúng trở nên hấp dẫn hơn đối với côn trùng, chẳng hạn màu sắc rực rỡ hay mùi (thơm, thối) mạnh, mật hoa cũng như các hình dáng hay kiểu mẫu hấp dẫn khác. Các hạt phấn của các loài thực vật này nói chung là lớn hơn so với các hạt phấn mịn của thực vật thụ phấn nhờ gió (anemophily). Chúng thông thường chứa nhiều chất có giá trị dinh dưỡng đối với côn trùng, để chúng có thể sử dụng làm thức ăn và bằng cách đó một cách ngẫu nhiên phát tán các hạt phấn hoa này sang các hoa khác. để phân biệt thì:nếu hoa có màu rực rỡ hoặc mùi thơm thì hoa thụ phấn bằng côn trùng, còn nếu không thì là thụ phấn nhờ gió. Một vài ví dụ về các loài thụ phấn nhờ côn trùng là hướng dương, lan, táo, nhài, quỳnh.

## Hình ảnh
- Tập_tin:2_Apis_mellifera_polination_dandelion.jpg
- Tập_tin:Crabronidae.jpg
- Tập_tin:2919baldf.w.jpg
- Tập_tin:4706bee.web.jpg

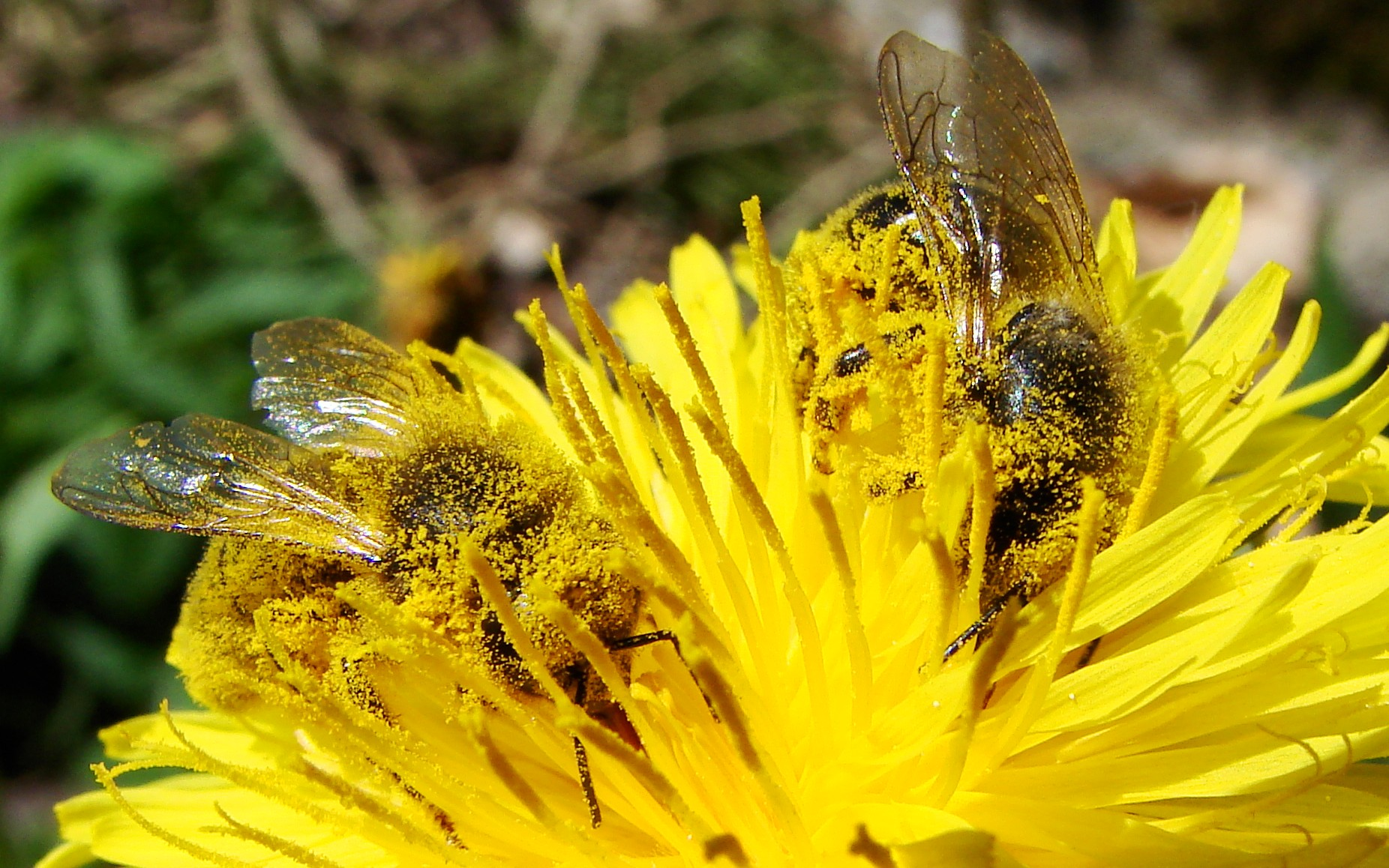
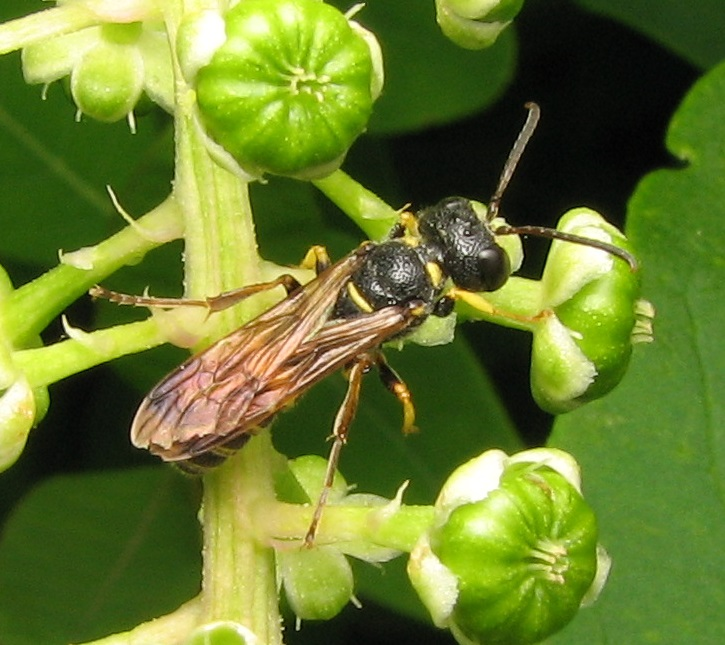
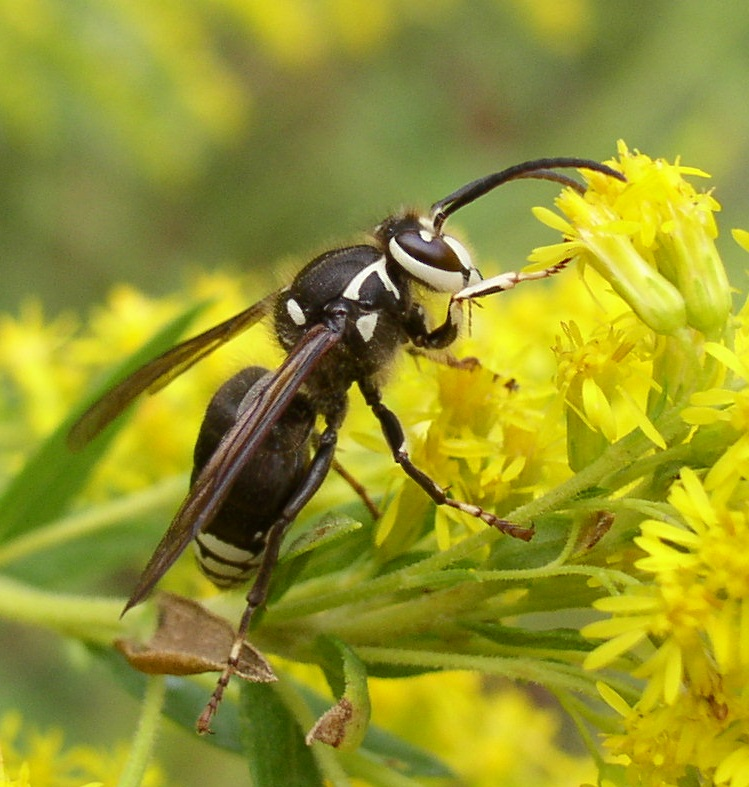
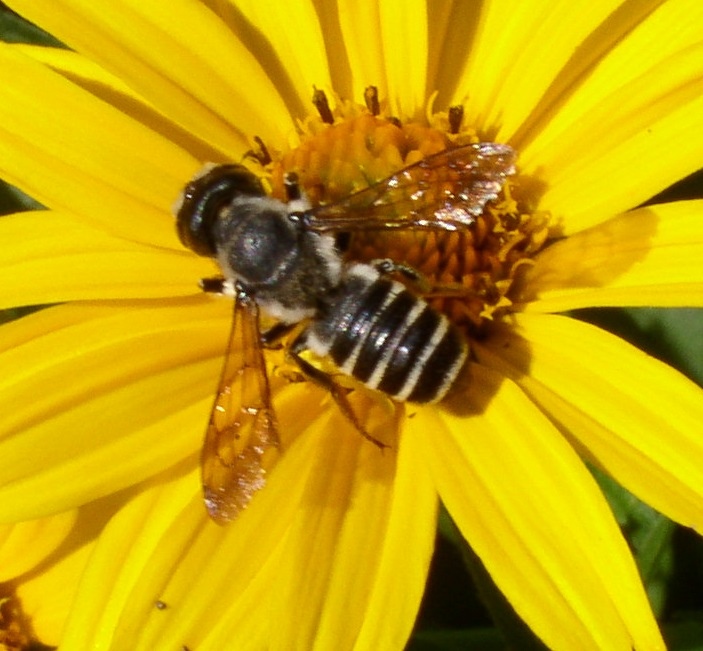
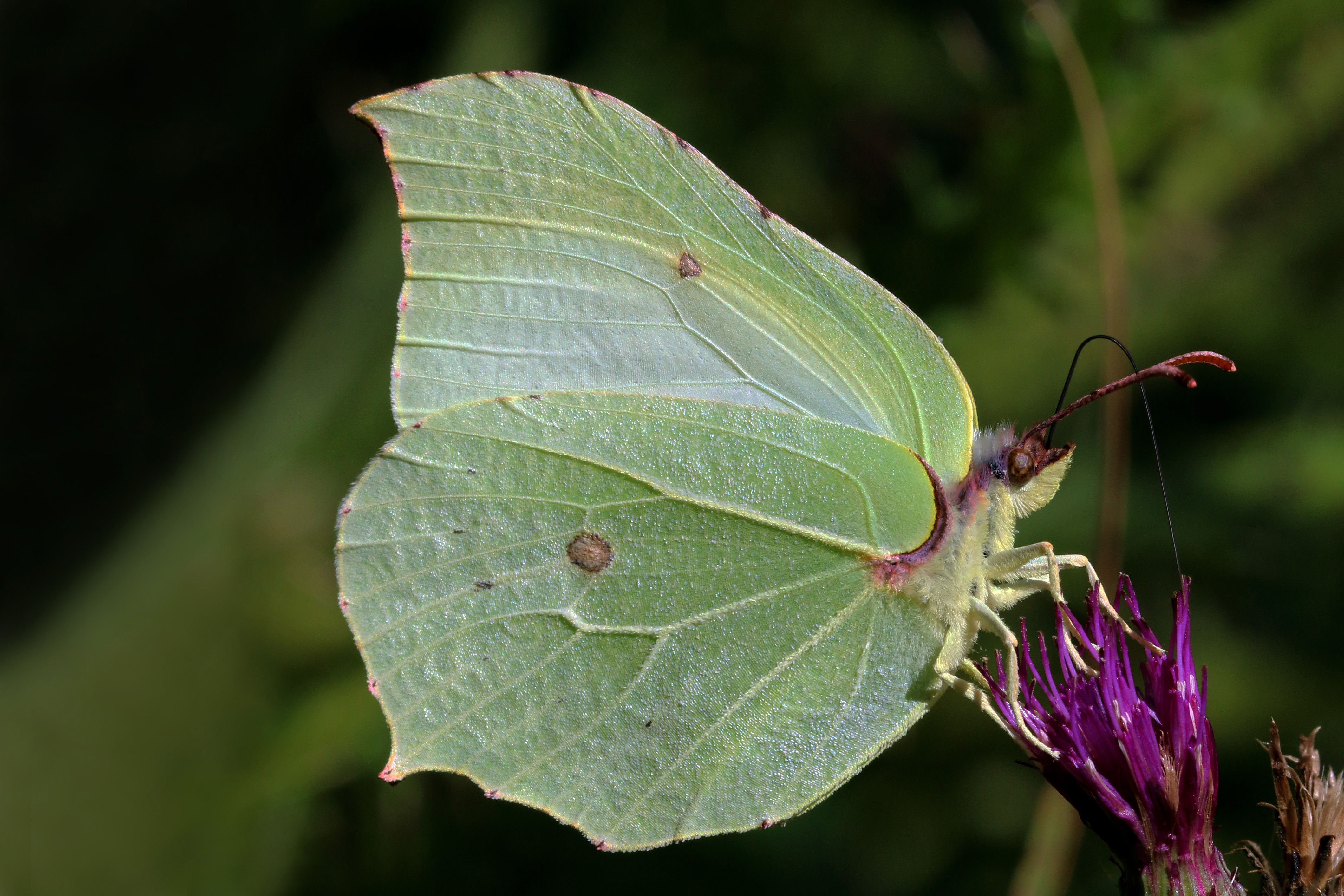
Tập_tin:Common_brimstone_butterfly_(Gonepteryx_rhamni)_male.jpgHình chụp gần của một con bướm đang đậu trên bông hoa.